# André Lavallée
Pour les articles homonymes, voir Lavallée.
André Lavallée, né en 1952 à Montréal et mort le 14 août 2022 dans la même ville, est un homme politique québécois. 
Il a été membre du conseil municipal de Montréal, maire de l’arrondissement de Rosemont–La Petite-Patrie, vice-président du Comité exécutif de Montréal, secrétaire général associé et sous-ministre associé à la métropole au sein du gouvernement du Québec.

## Biographie
André Lavallée est un acteur de longue date et un témoin privilégié du développement de Montréal. Issu du milieu communautaire, il rejoint le Rassemblement des citoyens de Montréal (RCM) en 1986. André Lavallée a été conseiller municipal de Rosemont de 1986 à 1998 sous la bannière du Rassemblement des citoyens de Montréal.  
Nommé en 1990 par le maire Jean Doré au sein du comité exécutif, il a piloté, de concert avec John Gardiner et Pierre Ouellet, la préparation et l'adoption du premier plan d’urbanisme de la Ville de Montréal en 1992. Au cours des deux mandats du RCM, il contribue aussi à l'élaboration de plusieurs politiques publiques et plans directeurs. 
Avec la défaite du RCM aux élections de 1994 et la démission de Doré, il devient chef du parti et chef de l'opposition officielle jusqu'à son départ pour siéger comme indépendant en 1997.
De 1999 à 2003, il occupe un poste de directeur de cabinet au Gouvernement du Québec.
À l’automne 2005, il est élu à la mairie de l’arrondissement de Rosemont–La Petite-Patrie sous la bannière de l’Union des citoyens et citoyennes de l’île de Montréal (UCIM). À la suite de cette élection, le maire de Montréal, Gérald Tremblay, lui confie les responsabilités de l’aménagement urbain et du transport collectif au sein du comité exécutif. 
Il dirige en particulier la préparation du premier plan de transport de l'agglomération de Montréal et la mise en œuvre de plusieurs chantiers de ce plan. Au sein du comité exécutif, il est également responsable du patrimoine et du design, de l’Office de consultation. Il siège au Conseil d’agglomération de Montréal. 
En 2007, il lance le projet de vélos en libre-service BIXI qui deviendra rapidement un succès mondial. 
En janvier 2009, il est nommé vice-président du Comité exécutif de la Ville de Montréal, au Conseil d’agglomération de Montréal et au comité exécutif de la Communauté métropolitaine de Montréal (CMM).
Il annonçait en juin 2009, qu'il se représentait à la mairie de l’arrondissement de Rosemont–La Petite-Patrie lors de l'élection municipale montréalaise de 2009. Quelques jours plus tard, le quotidien montréalais La Presse divulguait qu'André Lavallée avait été un membre actif du groupe terroriste, le FLQ, pendant sa prime jeunesse.
Il est défait dans Rosemont–La Petite-Patrie le 1er novembre 2009 par François Croteau, de Vision Montréal, par 1175 voix de majorité. 
De novembre 2009 à septembre 2012, il dirige le cabinet du maire et des élus de l’arrondissement Ville-Marie. En plus de cette nouvelle fonction, il agit à titre de conseiller spécial en matière de transport au cabinet du maire et du comité exécutif. 
En septembre 2012, il est nommé secrétaire général adjoint du gouvernement du Québec et secrétaire du comité ministériel de la métropole.  
En avril 2014, il devient sous-ministre associé à la région métropolitaine au sein du ministère des Affaires municipales.  
Depuis 2015, il réalise différents mandats à titre de consultant en stratégie et il s'implique au sein de divers organismes et d'entreprises d'économie sociale, tels que Bâtir son Quartier, XP_MTL, l'Illusion théâtre de marionnettes, la Commission Cadre de vie de Culture Montréal, Héritage Montréal, les Cinémas Beaubien et du Parc, le nouveau Cinéma du Musée des Beaux-Arts et le Collectif pour réinventer l'Est de Montréal.
En 2021, il reçoit le prix Blanche-Lemco-Van Ginkel de l’Ordre des urbanistes du Québec.
Lavallée est décédé le 14 août 2022 des suites d’un cancer à la maison de soins palliatifs St-Raphaël, à Montréal.